# Mastanabale
Mastanabale (anche Manastabale, anche se questa forma è meno diffusa e sembra meno corretta) (fl. II secolo a.C.) è stato un re numida, al tempo della Terza guerra punica.

## Biografia
Mastanabale era il terzo ed il più giovane dei figli legittimi di Massinissa; alla morte di quest'ultimo (149 a.C.), Publio Cornelio Scipione Emiliano fece spartire le prerogative regali fra i tre figli: Micipsa, Gulussa e Mastanabale, assegnando a quest'ultimo la gestione della giustizia del regno, dato che conosceva il suo amore per la letteratura e per la giustizia.
Di lui non si conosce nient'altro, salvo che morì prima del fratello Micipsa lasciando a questi tutto il regno; inoltre ebbe due figli: Giugurta e Gauda.